# Gamla Centralskolan
Gamla Centralskolan är en av tre äldre skolbyggnader i Gällivare, som är bevarade, vid sidan om Backskolan från 1890 och Grönskolan från 1904–1905. Gamla Centralskolan är byggd i tegel i fyra våningar och blev färdig 1914. Den var låg- och mellanstadieskola fram till 1982.
Välkommaskolan i Malmberget blev senare gymnasieskola för Gällivare kommun, men revs 2021 på grund av rasrisk i framtida fortsatt gruvdrift. Bredvid Gamla Centralskolan i samma kvarter har därför uppförts Kunskapshuset, vilket från höstterminen 2020 inrymmer kommunens gymnasieskola.
Bredvid skolan utmed Storgatan uppfördes ett gymnastikhus i gulmålat trä. Det gjordes om till ungdomsgården "Stacken" på 1990-talet. Bredvid skolan utmed Vassaratorget uppfördes 1906 ett spruthus i tegel för brandkåren, vilket senast inrymt ett brandmuseum. Bägge byggnaderna har rivits för att ge plats för Kunskapshuset. 

Gamla Centralskolan inrymmer sedan 1994 Gällivare museum.

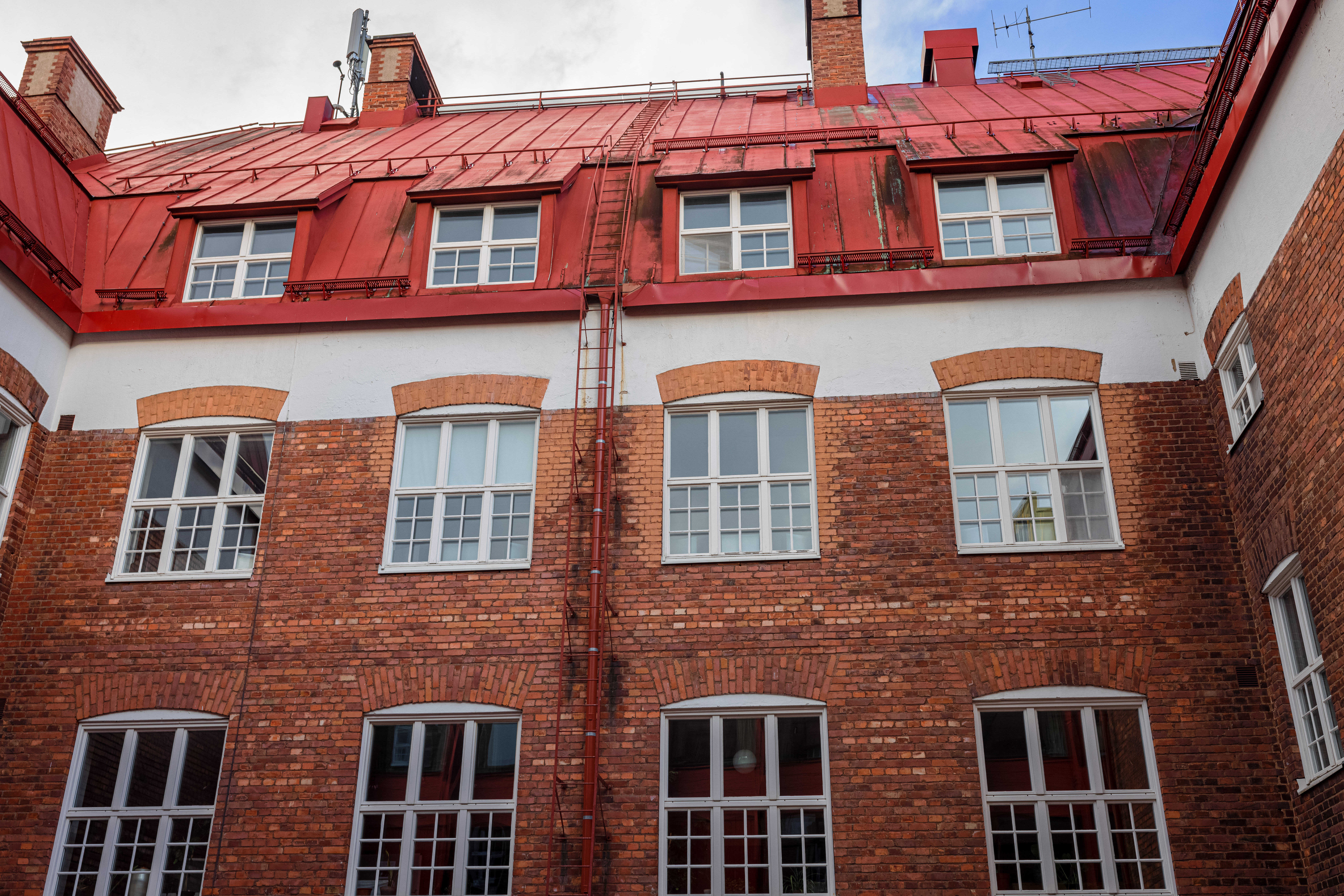
Centralskolan, sedd från innergården, augusti 2021.